# Arquidiócesis de Bamenda
La arquidiócesis de Bamenda (en latín: Archidioecesis Bamendana y en inglés: Roman Catholic Archdiocese of Bamenda) es una circunscripción eclesiástica de la Iglesia católica en Camerún. Se trata de una arquidiócesis latina, sede metropolitana de la provincia eclesiástica de Bamenda. Desde el 30 de diciembre de 2019 su arzobispo es Andrew Nkea Fuanya.

## Territorio y organización
La arquidiócesis tiene 10 724 km² y extiende su jurisdicción sobre los fieles católicos de rito latino residentes en los departamentos de Menchum, Mezam, Momo y Ngo-Ketunjia, además de parte del departamento de Boyo, en la región del Noroeste.
La sede de la arquidiócesis se encuentra en la ciudad de Bamenda, en donde se halla la Catedral de San José.
La arquidiócesis tiene como sufragáneas a las diócesis de: Buea, Kumba, Kumbo y Mamfé.
En 2021 en la arquidiócesis existían 79 parroquias agrupadas en 7 decanatos: Njinikom, Mankon, Widikum, Bambui, Wum y Ndop.

## Historia
La diócesis de Bamenda fue erigida el 13 de agosto de 1970 con la bula Tametsi Christianarum del papa Pablo VI, tomando su territorio de la diócesis de Buea. Originalmente era sufragánea de la arquidiócesis de Yaundé.
El 18 de marzo de 1982 cedió una parte de su territorio para la erección de la diócesis de Kumbo y al mismo tiempo fue elevada a arquidiócesis metropolitana con la bula Eo magis catholica del papa Juan Pablo II.

## Estadísticas
Según el Anuario Pontificio 2021 la arquidiócesis tenía a fines de 2020 un total de 628 800 fieles bautizados.
| Año                                                                             | Población            | Población | Población      | Sacerdotes | Sacerdotes    | Sacerdotes    | Bautizados por sacerdote | Diáconos permanentes | Religiosos | Religiosos | Parroquias |
| Año                                                                             | Bautizados católicos | Total     | % de católicos | Total      | Clero secular | Clero regular | Bautizados por sacerdote | Diáconos permanentes | Varones    | Mujeres    | Parroquias |
| ------------------------------------------------------------------------------- | -------------------- | --------- | -------------- | ---------- | ------------- | ------------- | ------------------------ | -------------------- | ---------- | ---------- | ---------- |
| 1980                                                                            | 166 129              | 988 607   | 16.8           | 72         | 27            | 45            | 2307                     |                      | 75         | 132        |            |
| 1990                                                                            | 152 543              | 920 000   | 16.6           | 70         | 30            | 40            | 2179                     |                      | 83         | 85         | 23         |
| 1999                                                                            | 204 977              | 1 088 600 | 18.8           | 87         | 48            | 39            | 2356                     |                      | 91         | 102        | 26         |
| 2000                                                                            | 214 000              | 1 100 000 | 19.5           | 86         | 47            | 39            | 2488                     |                      | 86         | 98         | 26         |
| 2001                                                                            | 228 499              | 1 100 000 | 20.8           | 85         | 50            | 35            | 2688                     |                      | 91         | 104        | 26         |
| 2002                                                                            | 230 000              | 1 100 000 | 20.9           | 86         | 51            | 35            | 2674                     |                      | 86         | 104        | 26         |
| 2003                                                                            | 237 000              | 1 100 000 | 21.5           | 85         | 54            | 31            | 2788                     |                      | 78         | 104        | 28         |
| 2004                                                                            | 238 000              | 1 100 000 | 21.6           | 91         | 54            | 37            | 2615                     |                      | 85         | 161        | 28         |
| 2006                                                                            | 252 000              | 1 168 000 | 21.6           | 92         | 57            | 35            | 2739                     |                      | 112        | 159        | 28         |
| 2012                                                                            | 319 000              | 1 321 000 | 24.1           | 92         | 54            | 38            | 3467                     |                      | 134        | 179        | 34         |
| 2015                                                                            | 410 071              | 1 413 000 | 29.0           | 113        | 67            | 46            | 3628                     |                      | 167        | 234        | 40         |
| 2018                                                                            | 609 798              | 1 451 900 | 42.0           | 174        | 103           | 71            | 3504                     |                      | 171        | 238        | 45         |
| 2020                                                                            | 628 800              | 1 523 890 | 41.3           | 180        | 109           | 71            | 3493                     |                      | 171        | 238        | 46         |
| Fuente: Catholic-Hierarchy, que a su vez toma los datos del Anuario Pontificio. |                      |           |                |            |               |               |                          |                      |            |            |            |

## Episcopologio
- Paul Mbiybe Verdzekov † (13 de agosto de 1970-23 de enero de 2006 retirado)
- Cornelius Fontem Esua (23 de enero de 2006 por sucesión-30 de diciembre de 2019 retirado)
- Andrew Nkea Fuanya, desde el 30 de diciembre de 2019